# Citroën H
De Citroën Type H - zoals de oorspronkelijke Franse benaming luidt - is een ontwerp van Citroën, waaronder diverse varianten, waaronder de HY als bekendste, werden geproduceerd tussen 1947 en 1982. Dit type was de opvolger van de sinds 1937 bestaande TUB (Traction Utilitairé de type B). In de volksmond wordt dit type ook wel Citroën HY of Citroën H Van (Engelstalige benaming) genoemd. Met zijn karakteristieke 'golfplaatcarrosserie' was de H een bekende verschijning in Europa. De auto bleef 34 jaar lang vrijwel onveranderd in productie, een record voor een bestelwagen.

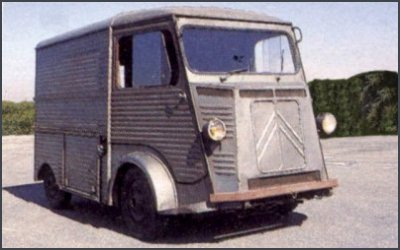
Citroën G als prototype van de Citroën H

## Geschiedenis
Aanvankelijk werd de wagen ontworpen als Citroën G, het prototype van de Citroën H. Hoewel deze kleiner was dan de uiteindelijke H en kleinere wielen bezat, was de vorm en configuratie gelijk. De G bezat een vlakke tweecilinder boxermotor van 475 cc, een vergrote motor uit de 2CV. De productie van deze wagen is nooit ter hand genomen. Eén exemplaar van de G Van is tot op de dag van vandaag bewaard gebleven en is te zien in het Conservatoire Citroën, het privémuseum in Parijs.

De eisen voor het ontwerp van de H waren enigszins gelijk aan die van een Citroën 2CV: voorwielaandrijving, een laag brandstofverbruik en een goede wegligging. De eerste blauwdrukken van deze auto lagen al op de werktafel tijdens de Tweede Wereldoorlog, maar het eerste prototype rolde pas ná 1945 van de band. De introductie vond plaats op het Autosalon de Paris in 1947. De wagen kwam in 1948 op de markt.

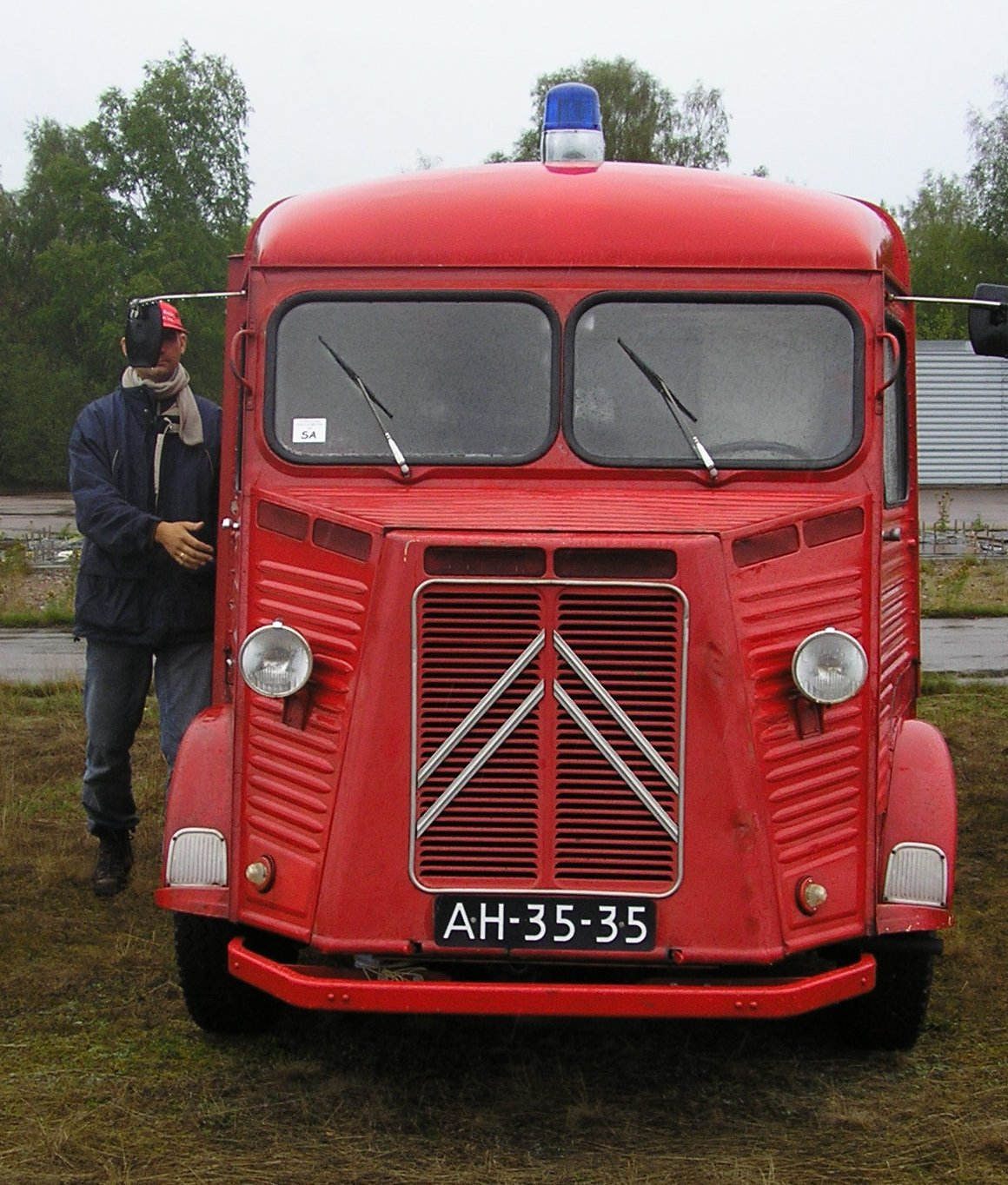
Citroën H, uitgevoerd als brandweerwagen. Dit exemplaar is van vóór 1964 met gedeelde voorruit en grote chevrons op de grille.

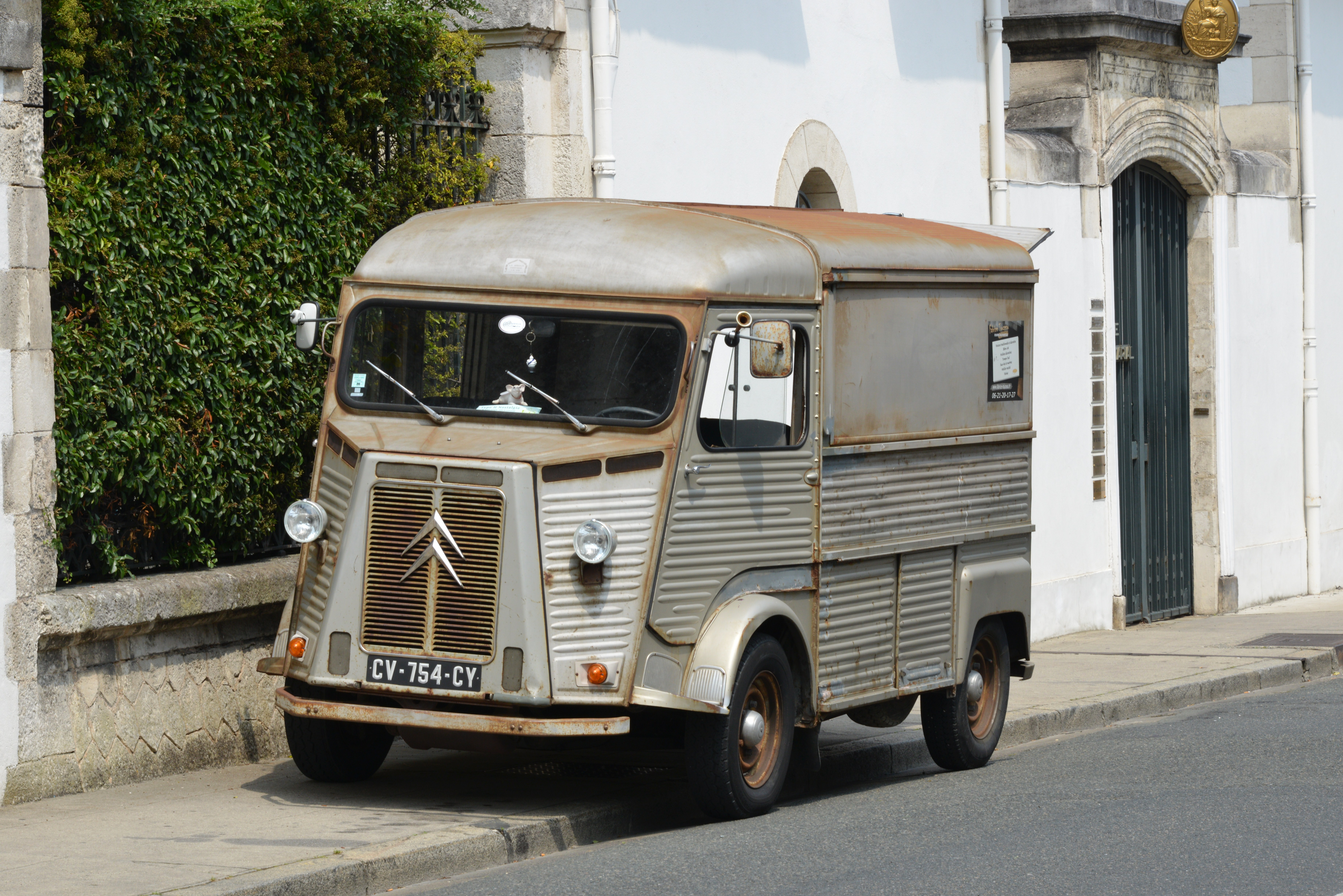
Citroën H als gesloten bestelwagen in La Rochelle

### Ontwerp
Het type H werd ontworpen door Pierre Franchiset en is het achtste project van Citroën; daarom werd gekozen om het ontwerp als typenaam de achtste letter van het alfabet, de H, te geven. Alle techniek lag in de voorkant van de auto geconcentreerd (motor, versnellingsbak en aandrijving), en was afgeleid van de Traction Avant. De H was evenals deze personenwagen voorzien van een zelfdragende carrosserie. Het voordeel hiervan was dat een H vrij gemakkelijk kon worden verlengd, door vlak achter de cabine de auto als het ware door midden te zagen; hierbij behoefden alleen de bedrading en de remleidingen te worden verlengd. Verder had de auto een vlakke lage laadvloer, doordat de cardanaandrijving vanwege de voorwielaandrijving ontbrak. Voor de carrosserie was gekozen voor geribbelde stalen beplating, waardoor dunne plaat kon worden gebruikt en gewicht kon worden bespaard. De H bezat drie versnellingen, waarvan de eerste versnelling niet gesynchroniseerd was. De topsnelheid was voor hedendaagse begrippen gering met 88 km/h in de gunstigste omstandigheden. Het meest bekend was het type HY met een laadvermogen van 1200 kg. De lichtere uitvoering met een lager laadvermogen werd HZ genoemd en had een laadvermogen tot 850 kg. De praktische laadruimte werd voor allerhande doelen toegepast, van het vervoeren van landbouwgoederen tot het gebruik voor ziekenvervoer. Bij deze uitvoering werd ook het ontwerp van de hydropneumatische vering op de achteras van de laatste serie van de Traction Avant 15/6H (1954-1957) overgenomen. Een eigenaardigheid bij deze wagen was gelegen in de wielbasis, die aan beide zijden verschilde.

### Motoren
Aanvankelijk was de H uitgerust met de 1911 cc-motor uit de Traction Avant, echter met een lager vermogen van 35 pk. In 1964 werd deze motor vervangen door een 1628 cc-motor met 45 pk waarbij de wagen het type HY 72 kreeg. Eind 1966 werd opnieuw de 1911 cc-motor weer toegepast, maar met een vermogen van 58 pk, en waarbij de typeaanduiding HY 78 werd geïntroduceerd. Ook dieselmotoren kwamen vanaf de jaren 60 ter beschikking, maar deze uitvoeringen waren niet erg populair. Voor de VS verscheen het type HY 80.

### Uiterlijke wijzigingen
Vanaf 1964 verviel de in tweeën gedeelde voorruit en kwam een kleinere 'double chevron' op de motorkap. Om de Nederlandse, maar ook de Belgische en Zwitserse markt niet te verliezen, werden voor de veiligheid de cabinedeuren naar voren scharnierend gemaakt; bij andere landen werd deze wijziging niet doorgevoerd. 

### Typeaanduidingen
- Type H (bij de introductie), gesloten bestelwagen, laadvermogen 850 of 1200 kg;
- Type HZ, gesloten bestelwagen, aanvankelijk laadvermogen van 850 kg; later 1000 kg;
- Type HY, gesloten bestelwagen, aanvankelijk laadvermogen van 1500 kg, in 1966 gewijzigd naar 1600 kg;
- Type H1200, gesloten bestelwagen, laadvermogen van 1200 kg;
- Type H1600, gesloten bestelwagen, laadvermogen van 1600 kg;
- Type HP, gesloten cabine voorzien van open laadvloer met zijboorden en achterdeurtjes;
- Type HX, gesloten cabine voorzien van koelopbouw;
- Type HW, gesloten cabine met een kaal chassis voor carrosserieopbouw.

### Varianten
De H is in vele honderden varianten verschenen, als camper, horecaverkoopwagen, pick-up, paardentransportwagen, en met vierwielaandrijving etc. In België was de H favoriet als rijdend frietkot en in Nederland was de H onder meer te zien in Sesamstraat. Ook was in Nederland de H actief, in de vorm van de HY en later de H1600, als Technische Patrouille Wagen (TPW) (met de bijnaam frietkraam) bij ondersteunende verkeerstechnische taken bij de rijkspolitie.

### Nederlandse assemblage
Tussen 1963 en 1970 werd de H ook geassembleerd in Nederland, bij Citroën Nederland aan het Stadionplein in Amsterdam. In totaal werden in Amsterdam ruim 10.000 HY-bussen geassembleerd. Op 14 december 1981 stopte de productie van de H. In totaal werden 473.289 exemplaren gefabriceerd.